# 국수다
국수다(國雖多, ?~?)는 백제 성왕(聖王) 때의 대신으로, 대성팔족(大姓八族) 중의 하나인 백씨(燕氏) 출신 귀족이다.

## 생애
덕솔을 지냈다.
543년(성왕 21년) 가야 재건을 위한 군신회의에 참석했다. 국씨는 근초고왕의 가야원정을 기록하고 있는 신공기 62년에 가라국인 국사리(國沙利)의 투항으로 처음 사서에 나오고 있는 것으로 볼 때, 일찍부터 가야 지역에서 영향력을 행사해오던 세력으로 추정한다.